# 流通革命
流通革命（りゅうつうかくめい）とは流通システムに大きな変化を与える経済現象のこと。
岩戸景気によって、中産層の増大と消費ブームの到来は、生産と消費に介在する流通システムにも大きな変革を促した。
メーカーによる販売店系列化、卸売業者などの無駄な中間業者を排除した流通経路の効率化、小売業者による販売技術の革新などが主なものである。
大量生産・大量消費の時代には、従来の伝統的な流通チャネルだけでは、もはや適応できなくなった。食料品・繊維製品・台所用品・化粧品・医薬品などの小売市場に、スーパーマーケット、スーパーストアなどの大型店舗が出現、豊富な品ぞろえと大幅な値引き販売で顧客を集め始めた。スーパーを代表とする大型量販店の出現は、「生産者→問屋→小売」という、従来の流通経路に画期的な変化をもたらしたという意味で流通革命と呼ばれた。

## 関連書籍
- 林周二「流通革命」（中公新書）
- 林周二「流通革命新論」（中公新書）